# Kaz (serial telewizyjny)
Kaz (ang. Kaz) – amerykański serial kryminalny z roku 1978.

## Krótki opis
Głównym bohaterem serialu jest Martin „Kaz” Kazinsky, prawnik polskiego pochodzenia, były złodziej, który dostaje w życiu drugą szansę. Odtwórca tytułowej roli, Ron Leibman, otrzymał za nią nagrodę Primetime Emmy w 1979. Serial był emitowany w polskiej telewizji w latach 80.

## Obsada
- Ron Leibman jako Martin „Kaz” Kazinsky (wszystkie 23 odcinki)[1]
- Edith Atwater jako Illsa Fogel (23)
- Linda Carlson jako Katie McKenna (23)
- Gloria LeRoy jako Mary Parnell (23)
- Patrick O’Neal jako Samuel Bennett (23)
- Mark Withers jako Peter Colcourt (23)
- George Wyner jako prokurator okręgowy Frank Revko (23)
- Dick O’Neill jako Malloy (22)
- Warren J. Kemmerling (2)
- Allan Rich jako sędzia Cohen (2)
- Floyd Levine jako Irving (2)

W mniejszych rolach i epizodach wystąpili m.in.: Mitchell Group, Erik Kilpatrick, Nicholas Pryor, David Wilson, Bruce French, Peter Horton, Linda Lavin, Robert Loggia, Earl Montgomery, Stephen Powers, John Randolph, James Sloyan, O.W. Tuthill, Alley Mills.